# Münsterhausen
Münsterhausen – gmina targowa w Niemczech, w kraju związkowym Bawaria, w rejencji Szwabia, w regionie Donau-Iller, w powiecie Günzburg, wchodzi w skład wspólnoty administracyjnej Thannhausen. Leży około 20 km na południowy wschód od Günzburga, nad rzeką Mindel.

## Demografia
| Rok  | Liczba mieszk. |
| ---- | -------------- |
| 1970 | 1 622          |
| 1987 | 1 709          |
| 2000 | 2 084          |

## Polityka
Wójtem gminy jest Robert Hartinger z CSU/FWG, poprzednio urząd ten obejmował Anton Hartl, rada gminy składa się z 14 osób.
|      | CSU/FWG | Neutraler Bürgerblock | Razem |
| 2008 | 8       | 6                     | 14    |
| 2002 | 7       | 7                     | 14    |